# آناستازیا گالاشینا
آناستازیا گالاشینا (روسی: Анастасия Валерьевна Галашина؛ زادهٔ ۳ فوریهٔ ۱۹۹۷) تیرانداز اهل روسیه است.
وی در مسابقات کشوری و بین‌المللی در مجموع برندهٔ ۲ مدال طلا، ۴ مدال نقره، ۱ مدال برنز شده‌است.